# AM-DVL
AM-DVL（エーエムデビル）は、日本の漫画家、原画家、イラストレーター。

## 作品リスト

### 漫画
- ネクロマリア（『E☆2』連載、単行本全1巻）
- できたらいいな over the creation（『E☆2』連載、単行本全1巻）
- ネクロマリア -花菖蒲-（『E☆2』連載中、単行本既刊2巻） - 『ネクロマリア』の続編
- 部活少女ゆう（『YOMBAN』→『Webコミックゲッキン』連載、単行本全1巻） - 原作：サムシング吉松
- トッピングHONEY（短編集、成人向け）

### 小説挿絵
- 巫女シス お祓いしちゃうぞ!〈美少女文庫〉 - 著：森野一角

### ゲーム原画
- メタルウルフ (プリンセスソフト 2002年6月27日)

#### 成人向
- 黒姫 (SPD, 2000年12月5日)

ZONE
- アスガルド 〜歪曲のテスタメント〜 (1998年4月17日)
- 紅蓮シリーズ
  - 紅蓮 (1999年11月18日)
  - 紅蓮天衝－修羅－ (2002年7月19日)
  - 紅蓮天衝－羅刹－ (2002年12月27日)
- AVARON (2000年5月1日)